# Перегонный тоннель
Перего́нный тонне́ль — горизонтальное или наклонное подземное сооружение, соединяющее станции метрополитена и предназначенное для движения поездов.

## Способы строительства
Способы строительства перегонных тоннелей метрополитена аналогичны способам строительства других подземных сооружений. В основном, выделяют два способа строительства — закрытый и открытый способ.

### Закрытый способ

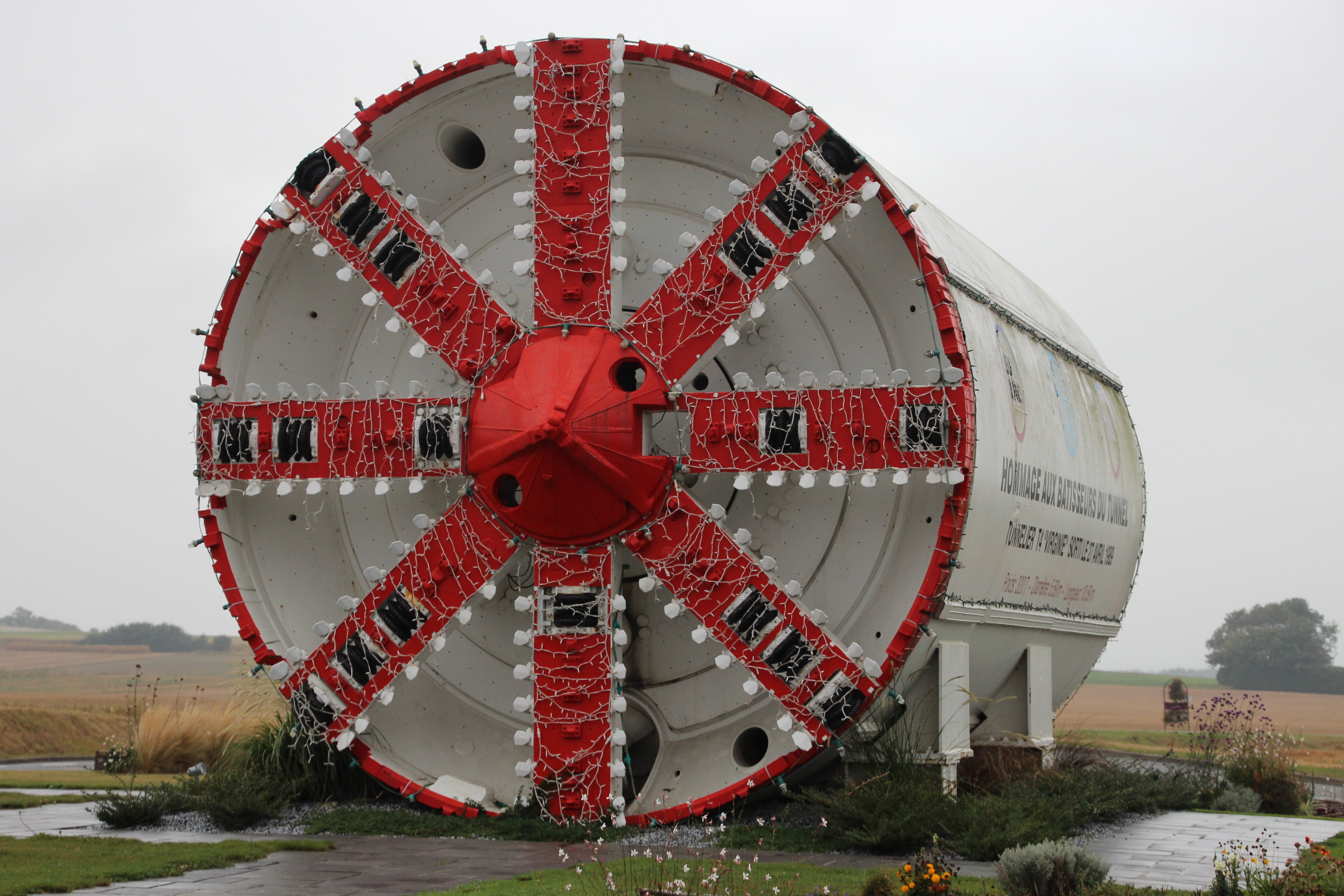
Проходческий щит

Зачастую, закрытый способ строительства применяется для линий глубокого заложения, а также когда этого требуют гидрогеологические условия, либо же в тех случаях, когда необходимо сохранить городскую застройку. Используется для строительства тоннелей глубокого (> 20 м) и мелкого заложения.
Наиболее часто используют метод щитовой проходки, когда при помощи проходческого щита проводится разработка грунта на полное сечение, а затем устанавливается обделка тоннеля.
Данный способ работы считается наиболее частым для использования из-за повсеместного строительства перегонных тоннелей в местах, где находится городская застройка высокой плотности, из-за чего строительство открытым способом является невозможным. Ещё одной особенностью, из-за которого закрытый способ производится наиболее часто — сложные гидрогеологические условия на месте строительства метрополитена.

### Открытый способ

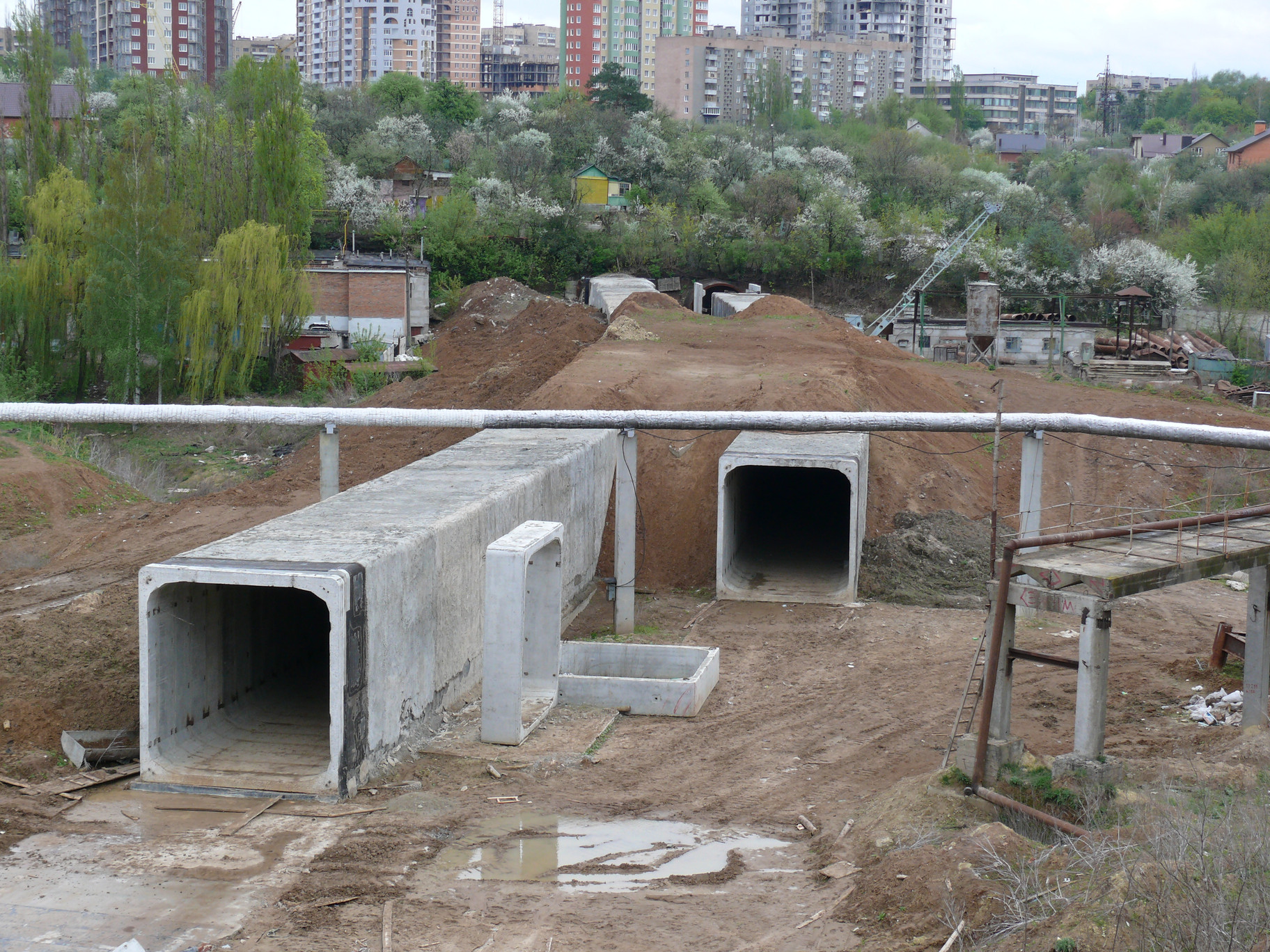
Харьков. Строительство открытым способом Алексеевской линии в Алексеевской балке между существующей станицей «23 августа» и строящейся станцией «Алексеевская».

Во всех прочих случаях используется открытый способ строительства перегонных тоннелей. Наиболее часто применяется для строительства тоннелей и мелкого заложения. Данный способ в большинстве своём считается более дешёвым и простым способом строительства. Важной особенностью данного способа является то, что при его использовании требуется перекладка инфраструктуры, находящихся над тоннелем, а также использование большей территории для постройки.

### Смешанный способ
В странах бывшего СССР встречается также и смешанный способ строительства, когда сам тоннель строят закрытым способом, а подход к станции — открытым. Данный способ зачастую вбирает в себя большинство достоинств закрытого и открытого способов строительства, но несмотря на это, такая работа является наиболее трудозатратной.
Данный способ строительства встречается довольно редко.

## Самые длинные перегонные тоннели
- 3-я линия метрополитена Гуанчжоу — самая длинная дистанция пути метрополитена в мире. Её протяжённость равна 68,53 км (на момент июня 2020 года)[3].
- 2-я линия метрополитена Уханя — с 2012 по 2019 года самая длинная дистанция пути метрополитена в мире. Протяжённость линии равняется 60 км[4].
- 10-я линия Пекинского метрополитена — самая длинная дистанция пути кольцевой линии метрополитена в Китае, вторая в мире. Её протяжённость равняется 57,1 км[5].
- 6-я линия метрополитена Ченду — самая длинная дистанция пути скоростной линии метрополитена в мире. Протяжённость линии оценивается в 68,2 км[6].
- 5-я линия Сеульского метрополитена — с 1995 по 1996 года самая длинная дистанция пути метрополитена в мире. Протяжённость линии равна 52,3 км[7].

## Самые глубокие перегонные тоннели
Перегон Московско-Петроградской линии Петербургского метрополитена «Невский проспект» — «Горьковская» имеет предельно допустимый Правилами технической эксплуатации (ПТЭ) уклон крутизной 60 ‰ (тысячных — спуск на 6 метров через каждые 100 метров), что связано с прохождением тоннеля под впадиной дна подземной реки (геологоразведкой также была обнаружена линза плывуна с вкраплением обводнённой супеси, вероятно послужившая причиной отказа от изначальных планов по станции на Марсовом поле).
Перегон Фрунзенско-Приморской линии Петербургского метрополитена «Комендантский проспект» — «Старая деревня»  достигает 95—100 метров.